# Leptocorisa acuta
Espèce
Leptocorisa acuta est une espèce de punaises de la famille des Alydidae présente en Malésie ainsi que dans le Nord de l'Australie et à Taïwan C'est l'une des nombreuses espèces de punaises du riz et elle peut être confondue avec Leptocorisa oratoria (en).

## Statut de ravageur
Ces punaises peuvent constituer d'importants ravageurs du riz, car elles se nourrissent des grains en cours de développement (stade laiteux), ce qui réduit la qualité de la récolte et parfois le rendement. Les attaques se produisant peu avant la récolte, si les agriculteurs pulvérisent des insecticides pour tenter de contrôler l'infestation, ils risquent de laisser des résidus de pesticides nocifs sur la culture.
Leptocorisa acuta est aussi un ravageur du sorgho, du mil et de l'éleusine en Asie.

## Systématique
Le nom valide complet (avec auteur) de ce taxon est Leptocorisa acuta (Thunberg, 1783).
L'espèce a été initialement classée dans le genre Cimex sous le protonyme Cimex acutus Thunberg, 1783.
Leptocorisa acuta a pour synonymes :
- Cimex acutus Thunberg, 1783
- Cimex angustatus Fabricius, 1787
- Gerris varicornis Fabricius, 1803
- Leptocorisa acuta burmeisteri Montrouzier, 1865
- Leptocorisa burmeisteri Montrouzier, 1865
- Leptocorisa flavida Guérin-Méneville, 1831
- Myodocha burmeisteri (Guérin-Méneville, 1864)
- Rhabdocoris arcuata Kolenati (en), 1845

### Publication originale
- (la) C. P. Thunberg, Dissertatio entomologica novas insectorum species, sistens, cujus partem secundum, Edman, Upsaliae, vol. 2, 1783, p. 29-52 [lire en ligne]